# اعظم‌السادات فراحی
اعظم‌السادات فراحی (زادهٔ ۱۳۳۷ در تهران) همسر محمود احمدی‌نژاد، ششمین رئیس‌جمهور ایران است. وی نخستین همسر رئیس‌جمهوری در ایران است که نمایندگی رئیس دولت را در «مرکز امور زنان» برعهده گرفته‌است.

## زندگی شخصی
اعظم السادات فراحی در سال ۱۳۳۷ در تهران در منطقهٔ رسالت در خانواده‌ای متوسط متولد شد. پدر و مادر او دارای اصلیت مشهدی بودند. او فارغ‌التحصیل مهندسی مکانیک از دانشگاه علم و صنعت تهران می‌باشد. وی هم‌اکنون دبیر شیمی و فیزیک است.
محمود احمدی‌نژاد و اعظم فراحی در ۲۲ خرداد ۱۳۵۹ با یکدیگر ازدواج کردند. حاصل ازدواج این دو، دو پسر به نام مهدی و علیرضا و یک دختر به نام فاطمه است. مهدی احمدی‌نژاد با طیبه مشایی دختر اسفندیار رحیم مشایی ازدواج کرد و حاصل این ازدواج دختری به نام زهرا است. علیرضا احمدی‌نژاد نیز با خواهرزاده محمود کاوه ازدواج کرد که حاصل این ازدواج نیز یک پسر است و فاطمه احمدی‌نژاد که دارای مدرک مهندسی الکترونیک و مخابرات است هم با مهدی خورشیدی پسر سردار احمد خورشیدی با مهریه ۱۴ سکه ازدواج کرده که حاصل ازدواج آن‌ها زهرا خورشیدی است.

## فعالیت‌های سیاسی
تا سال ۱۳۸۷ از وی اطلاعات چندانی در دسترس نبود. نامهٔ او به سوزان مبارک، همسر حسنی مبارک نام او را در رسانه‌ها مطرح کرد.
وی اولین همسر رئیس‌جمهوری در ایران است که نمایندگی رئیس دولت را در «مرکز امور زنان» برعهده گرفته‌است. وی همچنین در بعضی سفرهای خارجی (از جمله شرکت در شصت و هفتمین نشست مجمع عمومی سازمان ملل متحد در نیویورک) و داخلی با احمدی‌نژاد همراه بوده‌است.